# 波士顿拉丁学校
波士顿拉丁学校（Boston Latin School）是位于美国马萨诸塞州波士顿的一所磁校。它创建于1635年4月23日，是美国最古老的学校 该校比哈佛学院（哈佛大学前身）早创建了一年，可谓是全美国最古老的学校没有之一。该校主要接收来自波士顿地区上流社会家庭的孩子，后来其校友中也出过不少名人。
其教育方式沿袭18世纪的拉丁学校，以古典学为基础。在进入七年级之前，所有学生必须学满四年拉丁语。它曾被《美国新闻与世界报道》评为美国最佳的20所高中之一 。2019年在该杂志的高中排名里名列全美第33。